# Zvuk (singolo)
Zvuk è un singolo del rapper bulgaro MC Yankoo, pubblicato il 5 dicembre 2013.
Il brano vede la partecipazione della cantante bulgara Andrea.